# Farhad Vladi
Farhad Vladi (* 1945 in Hamburg) ist ein deutscher Geschäftsmann und internationaler Inselmakler.
Er ist in Hamburg sowie in Halifax (Nova Scotia) in Kanada ansässig und besitzt neben der deutschen die kanadische Staatsbürgerschaft. Er ist der Gründer und Präsident von Vladi Private Islands und gilt als wichtigster internationaler Inselmakler.

## Leben und Beruf
Vladis Vater war Iraner und seine Mutter Deutsche. Sein Bruder Firouz Vladi ist Geologe. Beide sind Enkel des Kaufmanns Hassan Vladi, der wie ihr Vater Teppiche, Leder und Süßholz nach Hamburg importierte. Er studierte Volkswirtschaft an der Universität Hamburg und durchlief ein Traineeprogramm bei der Deutschen Bank. Nachdem er  einen Zeitungsbericht über einen Mann gelesen hatte, der sich für 5000 DM eine Insel gekauft hatte, begann  er Informationen über verfügbare Inseln zu sammeln. 1971 verkaufte er die erste Insel, die Seychellen-Insel Cousine Island, an drei reiche Hamburger. Im selben Jahr machte er sich selbstständig und gründete Vladi Private Islands, um Privatinseln zu verkaufen und zu vermieten. Nach dem Verkauf von 50 Inseln eröffnete Vladi 1976 ein Büro in Kanada. Später kam ein Büro in Neuseeland hinzu. Bis 2016 verkaufte seine Firma weltweit 2650 Inseln. Ihm selbst gehört Forsyth Island vor der  neuseeländischen Küste.
Im Jahre 2012 kaufte Vladi das Bowen House in Wellington (Neuseelands Hauptstadt), das Gebäude an der Ecke des Lambton Quay, für 62 Millionen Dollar. Dort haben die Parteien New Zealand First, Green Party und Māori Party ihre Büros. Im Jahre 2014 ernannte die Hafenbehörde (Port Authority of Halifax) Vladi zum Ehrenhafenbotschafter des Hafens von Halifax. Als Honorarkonsul der Seychellen in Hamburg ist er zuständig für den Konsularbezirk Hamburg, Bremen und Niedersachsen.
Vladi hat ein Archiv mit mehr als 12.000 Inseln weltweit zusammengestellt. An Gerichten der USA und Kanadas ist er zum Gutachter für Privatinsel-Angelegenheiten bestellt worden und hat auch für die irische Regierung Inseln bewertet.
Er besitzt die geografische Buchhandlung Dr. Götze Land & Karte am Hamburger Alstertor, seit 2019 eine weitere im Flughafen Hamburg, sowie in Halifax maps & ducks, ebenfalls eine geografische Buchhandlung.
Mit 3,3 % hält Vladi eine Minderheitsbeteiligung an dem privaten Hamburger Fernsehsender Hamburg 1. Er besitzt zwei Reisebüros in Hamburg und Nova Scotia und hat mehrere Bücher veröffentlicht.
Vladi ist in gemeinnützigen Organisationen tätig, darunter als Vorstandsmitglied im Weltzukunftsrat. Er engagiert sich in der Nichtregierungsorganisation MapAction, die auf die Bereitstellung von Karten für humanitäre Notfälle spezialisiert ist. Mit Hilfe von Geschäftsleuten und dem Fernsehmoderator Jörg Pilawa gründete Vladi den deutschen Teil und wurde zum Ersten Botschafter von MapAction ernannt.
Vladi ist Kurator der Philharmonie der Nationen von Justus Frantz und Ehrenpräsident des Kunstmuseums Art Gallery of Nova Scotia in Halifax, Nova Scotia.

## Veröffentlichungen
- Luxury Private Islands. teNeues, Kempen 2006 ISBN 978-3-8327-9110-0
- The World of Private Islands. treues, Kempen 2012
- Swiss and Alpine Islands. teNeues, Kempen 2013 ISBN 978-3-8327-9699-0
- Cool Private Island Resorts – The World’s 101 Best Islands. teNeues, Kempen ISBN 978-3-8327-9700-3[20]